# Правительство маршала Петена
Совет министров Французской республики под председательством маршала Анри-Филиппа Петена (также «Правительство в Бордо» и Вишистское правительство) — 98-й и последний кабинет Третьей республики, назначенный президентом Альбером Лебреном и функционировавший 24 дня в условиях агрессии нацистской Германии и фашистской Италии с 16 июня по 11 июля 1940 года сначала в городе Бордо, а с 1 июля, после приближения немецких войск — в городе Виши (Париж был сдан без боя ещё 14 июня).
Хотя на назначение популярного в народе героя Первой мировой войны возлагались надежды на продолжение борьбы, пораженчески настроенный и во-многом пронацистски ориентированный (в частности, в бытность послом в Испании установивший хорошие отношения с каудильо Франко) маршал Петен немедленно начал переговоры о перемирии с немцами, расколовшие правительство (в частности, генерал Шарль де Голль вылетел в Лондон с намерением организовать там новый руководящий орган, который представлял бы Францию) и окончательно приведшие к падению обороны французской армии. Впоследствии Петен оправдывал свои действия «угрозой коммунистического восстания» и «плохим исполнением союзных обязательств со стороны Великобритании».

## Состав
| Совет министров Французской республики под председательством маршала Анри-Филиппа Петена | Совет министров Французской республики под председательством маршала Анри-Филиппа Петена | Совет министров Французской республики под председательством маршала Анри-Филиппа Петена | Совет министров Французской республики под председательством маршала Анри-Филиппа Петена | Совет министров Французской республики под председательством маршала Анри-Филиппа Петена | Совет министров Французской республики под председательством маршала Анри-Филиппа Петена |
| Должность                                                                                | Портрет                                                                                  | Министр                                                                                  | Партия                                                                                   | Партия                                                                                   | Срок пребывания в должности                                                              |
| ---------------------------------------------------------------------------------------- | ---------------------------------------------------------------------------------------- | ---------------------------------------------------------------------------------------- | ---------------------------------------------------------------------------------------- | ---------------------------------------------------------------------------------------- | ---------------------------------------------------------------------------------------- |
| Председатель                                                                             |                                                                                          | Маршал Франции Анри-Филипп Петен                                                         |                                                                                          | Независимый                                                                              | 16 июня — 11 июля 1940 года                                                              |
| Заместитель Председателя                                                                 |                                                                                          | Камиль Шотан                                                                             |                                                                                          | Республиканская партия радикалов и радикал-социалистов                                   | 16 июня — 11 июля 1940 года                                                              |
| Государственный министр                                                                  |                                                                                          | Камиль Шотан                                                                             |                                                                                          | Республиканская партия радикалов и радикал-социалистов                                   | 16 июня — 11 июля 1940 года                                                              |
| Государственный министр                                                                  |                                                                                          | Адриен Марке                                                                             |                                                                                          | Независимый                                                                              | 23 июня — 11 июля 1940 года                                                              |
| Государственный министр                                                                  |                                                                                          | Пьер Лаваль                                                                              |                                                                                          | Независимый                                                                              | 23 июня — 11 июля 1940 года                                                              |
| Министр иностранных дел                                                                  |                                                                                          | Поль Бодуэн                                                                              |                                                                                          | Независимый                                                                              | 16 июня — 11 июля 1940 года                                                              |
| Министр финансов и торговли                                                              |                                                                                          | Ив Бутилье                                                                               |                                                                                          | Независимый                                                                              | 16 июня — 11 июля 1940 года                                                              |
| Военный министр                                                                          |                                                                                          | Луи Колсон                                                                               |                                                                                          | Независимый                                                                              | 16 июня — 11 июля 1940 года                                                              |
| Министр национальной обороны                                                             |                                                                                          | Максим Вейган                                                                            |                                                                                          | Независимый                                                                              | 16 июня — 11 июля 1940 года                                                              |
| Министр юстиции и Хранитель Печати                                                       |                                                                                          | Шарль Фремикур                                                                           |                                                                                          | Независимый                                                                              | 16 июня — 11 июля 1940 года                                                              |
| Министр национального образования                                                        |                                                                                          | Альбер Риво                                                                              |                                                                                          | Независимый                                                                              | 16 июня — 11 июля 1940 года                                                              |
| Министр внутренних дел                                                                   |                                                                                          | Шарль Помаре                                                                             |                                                                                          | Социалистический республиканский союз                                                    | 16 — 27 июня 1940 года                                                                   |
| Министр внутренних дел                                                                   |                                                                                          | Адриен Марке                                                                             |                                                                                          | Независимый                                                                              | 27 июня — 11 июля 1940 года                                                              |
| Министр торгового и военного флота                                                       |                                                                                          | Франсуа Дарлан                                                                           |                                                                                          | Независимый                                                                              | 16 июня — 11 июля 1940 года                                                              |
| Министр авиации                                                                          |                                                                                          | Бертран Пужоль                                                                           |                                                                                          | Независимый                                                                              | 16 июня — 11 июля 1940 года                                                              |
| Министр общественных работ и информации                                                  |                                                                                          | Людовик-Оскар Фроссар                                                                    |                                                                                          | Социалистический республиканский союз                                                    | 16 июня — 11 июля 1940 года                                                              |
| Министр сельского хозяйства и снабжения                                                  |                                                                                          | Альбер Чичери                                                                            |                                                                                          | Республиканская партия радикалов и радикал-социалистов                                   | 16 июня — 11 июля 1940 года                                                              |
| Министр связи                                                                            |                                                                                          | Андре Февр                                                                               |                                                                                          | Французская секция Рабочего интернационала                                               | 23 июня — 11 июля 1940 года                                                              |
| Министр по делам колоний                                                                 |                                                                                          | Альбер Ривер                                                                             |                                                                                          | Французская секция Рабочего интернационала                                               | 16 июня — 11 июля 1940 года                                                              |
| Министр труда и общественного здравоохранения                                            |                                                                                          | Андре Февр                                                                               |                                                                                          | Французская секция Рабочего интернационала                                               | 16 — 27 июня 1940 года                                                                   |
| Министр труда и общественного здравоохранения                                            |                                                                                          | Шарль Помаре                                                                             |                                                                                          | Социалистический республиканский союз                                                    | 27 июня — 11 июля 1940 года                                                              |
| Министр по делам семьи и ветеранов                                                       |                                                                                          | Жан Ибарнегаре                                                                           |                                                                                          | Французская социальная партия                                                            | 16 июня — 11 июля 1940 года                                                              |
| Генеральный комиссар по делам пропаганды                                                 |                                                                                          | Жан Прувост                                                                              |                                                                                          | Независимый                                                                              | 19 июня — 11 июля 1940 года                                                              |
| Генеральный комиссар по вопросам снабжения                                               |                                                                                          | Жозеф Фредерик Бернар                                                                    |                                                                                          | Независимый                                                                              | 18 июня — 11 июля 1940 года                                                              |
| Генеральный комиссар по национальному восстановлению                                     |                                                                                          | Айме Думенк                                                                              |                                                                                          | Независимый                                                                              | 26 июня — 11 июля 1940 года                                                              |
| Государственный секретарь при Председателе Совета министров                              |                                                                                          | Рафаэль Алиберт                                                                          |                                                                                          | Независимый                                                                              | 16 июня — 11 июля 1940 года                                                              |
| Государственный секретарь по делам беженцев                                              |                                                                                          | Робер Шуман                                                                              |                                                                                          | Народно-демократическая партия                                                           | 16 июня — 11 июля 1940 года                                                              |